# Quercy blanc

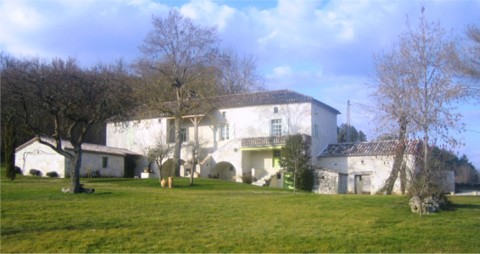
typische huizen in Quercy blanc

De Quercy blanc of 'bas Quercy' is een regio in de oude provincie Quercy.
De naam verwijst naar de wit-grijze bodem en bouwstenen
Het is een zacht landschap met grote witte kalkplateaus gesitueerd in het zuiden van het departement Lot en het noorden van Tarn-et-Garonne, tussen de vallei van de Lot en de vallei van de Tarn.

## Dorpen
- Lalbenque
- Castelnau-Montratier
- Montcuq
- Montpezat-de-Quercy